# Hotarele
Hotarele é uma comuna romena localizada no distrito de Giurgiu, na região de Muntênia. A comuna possui uma área de 50.30 km² e sua população era de 3814 habitantes segundo o censo de 2007.